# Římskokatolická farnost Modlany
Římskokatolická farnost Modlany (lat. Modlana) je církevní správní jednotka sdružující římské katolíky na území obce Modlany a v jejím okolí. Organizačně spadá do teplického vikariátu, který je jedním z 10 vikariátů litoměřické diecéze.

## Historie farnosti
V roce 1384 byla v místě plebánie. Matriky jsou vedeny od roku 1685. Od roku 1786 zde byla kanonicky zřízena lokálie. Farnost byla zřízena od roku 1853.

### Duchovní správcové farnosti a správcové v materiálních záležitostech
Začátek působnosti jmenovaného ve správě farnosti od:
- 1786   cap. loc. Matern Schäfer (Schaefer) SJ, n. 1752 Krupka, † 2. 2. 1811 Bohosudov
- 1798   cap. loc. Adalb. Neumann, † 16. 3. 1802
- 1802   cap. loc. Aug. Sigmund, n. 25. 7. 1758 Sandau, o. 29. 7. 1786, † 11. 10. 1828
- 1802   cap. loc. Erasmus Giebitz OESA,[3] (n. 1748 Dobřany, novitiatus Ročov, 19. 7. 1767, professio, Domažlice; 1777: Česká Lípa; professor scholae normalis; praedicator, 1787: Modlany; protolocalista[4]), † 25. 3. 1807 Modlany
- 1807   cap. loc. Andr. Richter, n. 25. 6.  1767 Schlaggenwaldens, o. 21. 12. 1792,  †  9. 11. 1846
- 1819   cap. loc. Franc. Hantschel, n. 23. 1. 1776 Lindau, o. 12. 9. 1802, † 30. 5. 1823
- 1821   cap. loc. vacat
- 1823   cap. loc. Jos. Ehret, n. 28. 2. 1775 Kloesterle, o. 12. 9. 1802, † 16. 5. 1851
- 1832   cap. loc. Joan. Reissmann de Riesenberg, n. 23. 6. 1778 Georgivall., o. 30. 8. 1806, † 5. 7. 1855
- 1841   cap. loc. Franc. Schindler, n. 5. 3. 1798 Hummel, o. 24. 8. 1821
- 1847   cap. loc. Anton. Weinberger, n. 21. 8. 1794 Graupen, o. 24. 8. 1821, † 5. 12. 1856
- 1855   proto-par. (první-farář) Anton. Weinberger, n. 21. 8. 1794 Graupen, o. 24. 8. 1821, † 5. 12. 1856
- 1856   par. vacat, admin. int. Josef Linke
- 1859   Anton. Ladek, n. 16. 5. 1817 Lochtschic., o. 29. 7. 1842, † 24. 2. 1899
- 1882   par. vacat, admin. int. Franc. Locke
- 1883   Jacob. Knechtel, n. 25. 7. 1830 Hasel, o. 25. 7. 1854, † 21. 9. 1907
- 1891   Wenc. Oplt, n. 1. 10. 1847 Vaselá, o. 25. 7. 1871, † 9. 9. 1935
- 1895   Anton. Pieschel, n. 11. 2. 1862 Spansdorf, o. 15. 5. 1886, † 8. 8. 1925
- 1904   Vinc. Anton. Egert, n. 14. 5. 1862 Olešnice, o. 22. 5. 1887, † 25. 4. 1936
- 1909   Joann. Vacek, n. 7. 7. 1868 Ořešin, o. 2. 7. 1893, † 3. 3. 1919
- 1916 Jaroslav Dopita, n. 15. 11. 1879 Rudíkov, o. 5. 7. 1907, † 12. 4. 1936
- 1. 10. 1930 Jaroslav Jůzek, SJ, n. 28. 10. 1884 Vodnian, o. 30. 6. 1907, † 31. 1. 1954
- 12. 8. 1953 František Ondrouch, n. 8. 10. 1910, † 30. 8. 1976
- 19. 1. 1954 Jan Linhart, n. 14. 5. 1916, o. 6. 6. 1943, † 30. 1. 1982
- 24. 1. 1955 Tomáš Pirný, n. 29. 11. 1922, o. 18. 12. 1949, † 4. 9. 1997
- 1. 6.  1958 Josef Palme, n. 23. 7. 1908, † 21. 3. 1977
- 1. 8.  1969 Alois Švec, SDB, n. 5. 11. 1929 Litovel, o. 23. 10. 1963, † 18. 3. 1986 Modlany
- 1. 7.  1987 Jiří Kabát, CSsR, n. 28. 10. 1923 Vilasova Lhota, o. 20. 6. 1948 Praha, † 18. 11. 1990, admin. exc. z Teplic-Trnovan
- 1. 7.  1990 Miroslav Maňásek, SDB
- 1. 11. 1997 Jozef Kujan, SDB
- 1. 9.  2006 Stanislav Jonášek, SDB, admin. z děkanství Teplice v Čechách
- 1. 9.  2012 Jan Blaha, SDB, admin. z děkanství Teplice v Čechách
- 1. 9. 2018 Radomír Kuchař, SDB, admin. exc. in spiritualibus z děkanství Teplice v Čechách
  - 1. 7. 2018 Robert Kotyšan, admin. exc. in materialibus[3]

Kromě kněží stojících v čele farnosti, působili ve farnosti v průběhu její historie i jiní kněží. Většinou pracovali jako farní vikáři, kaplani, katecheté, výpomocní duchovní aj.

## Území farnosti
Do farnosti náleží území obce:
- Drahkov (Drakowa)[p 2]
- Kvítkov (Kwitkau)[p 2]
- Modlany (Modlan)[p 2]
- Nové Modlany (Neu Modlan)[p 2]
- Srbice (Serbitz)[p 2]
- Suché (Suchey)[p 2]
- Věšťany (Weschen)[p 2]
- Zalužany (Senseln)[p 2]

## Římskokatolické sakrální stavby a místa kultu na území farnosti
| | Fotografie | Stavba                         | Místo        | Bohoslužby                      | Zeměpisné souřadnice             | Status                           | Číslo kulturní památky                       |
| Kostel | Kostel     | Kostel                         | Kostel       | Kostel                          | Kostel                           | Kostel                           | Kostel                                       |
| --- | ---------- | ------------------------------ | ------------ | ------------------------------- | -------------------------------- | -------------------------------- | -------------------------------------------- |
| 1. |            | Kostel sv. Apolináře           | Modlany      | bližší informace o bohoslužbách | 50°39′3″ s. š., 13°53′47″ v. d.  | farní kostel                     | 44004/5-5288 (Pk•MIS•Sez•Obr•WD) (Q24074501) |
| Kaple |            |                                |              |                                 |                                  |                                  |                                              |
| 2. |            | Kaple sv. Antonína Paduánského | Věšťany      | bližší informace o bohoslužbách | 50°38′38″ s. š., 13°54′3″ v. d.  | kaple                            | —                                            |
| 3. |            | Kaple Panny Marie              | Kvítkov      | bližší informace o bohoslužbách | 50°38′17″ s. š., 13°53′11″ v. d. | obecní kaple                     | —                                            |
| 4. |            | Kaple sv. Filipa a Jakuba      | Nové Srbice  | bližší informace o bohoslužbách | 50°39′36″ s. š., 13°52′13″ v. d. | obecní kaple                     | —                                            |
| 5. |            | Kaple                          | Staré Srbice | bohoslužby příležitostně        | 50°38′57″ s. š., 13°52′43″ v. d. | obecní kaple                     | —                                            |
| 6. |            | Kaple sv. Prokopa              | Suché        | bližší informace o bohoslužbách | 50°38′0″ s. š., 13°54′40″ v. d.  | obecní kaple                     | —                                            |
| Zaniklé kaple |            |                                |              |                                 |                                  |                                  |                                              |
| 7. |            | Kaple sv. Floriána             | Drahkov      | nelze sloužit                   | 50°38′26″ s. š., 13°52′11″ v. d. | v roce 1968 zbořená obecní kaple | —                                            |
| Některé drobné sakrální stavby a pamětihodnosti lze dohledat zde v databázi Drobné sakrální památky Zaniklé sakrální stavby lze dohledat zde v databázi Poškozené a zničené kostely, kaple a synagogy v České republice |            |                                |              |                                 |                                  |                                  |                                              |

Ve farnosti se mohou nacházet i další drobné sakrální stavby, místa římskokatolického kultu a pamětihodnosti, které neobsahuje tato tabulka.

## Příslušnost k farnímu obvodu
Z důvodu efektivity duchovní správy byl vytvořen farní obvod (kolatura) farnosti-děkanství Teplice v Čechách, jehož součástí je i farnost Modlany, která je tak spravována excurrendo.